# Leptacis acutalata
Leptacis acutalata är en stekelart som beskrevs av Peter Neerup Buhl 2004. Leptacis acutalata ingår i släktet Leptacis och familjen gallmyggesteklar. Inga underarter finns listade i Catalogue of Life.